# Multiciliidae
Holomastigida
Ordre
Famille
Les Multiciliidae sont l'unique famille d'amibes de l’ordre des Holomastigida (classe des Variosea).

## Étymologie
Le nom de la famille vient du genre type Multicilia, du latin multi- « nombreux », et -cili, « cil ».

## Description
Les Multicilia sont de petites cellules, 20 à 40 µm, sphériques ou légèrement ovoïdes, à locomotion amiboïde. Leur surface est couverte de nombreux cils longs, mesurant 1,5 à 3 fois le diamètre de la cellule. Entre les cils, on observe souvent de courts renflements obtus. Il n'y a pas de différence entre l'endoplasme et l'ectoplasme. Les cellules ont un ou plusieurs noyaux vésiculaires. Des vacuoles contractiles n'ont été observées que chez les espèces d'eau douce. Leur alimentation s'effectue au moyen de pseudopodes obtus. Lauterborn décrit les cils comme de véritables cils (flagelles), qui ne changent jamais, ne disparaissent ni n'apparaissent, mais sont toujours présents.
Deux espèces Multicilia lacustris Lauterborn, 1895 et Multicilia marina Cienkowski, 1881
Eugène Penard en 1903 croit découvrir une troisième espèce, Multicilia palustris. 

## Habitat
Les Multiciliidae regroupent des espèces marines et d'eaux douces,.

## Liste des genres
Selon IRMNG (6 mars 2025) :
- Multicilia Cienkowsky, 1881
  - Genre synonyme : Polymastix Gruber, 1884
  - Espèce type : Multicilia lacustris Lauterborn, 1895
- Multiflagellaria Kh. Ya. Gobi, 1916 (incertain, non évalué)

Selon GBIF (6 mars 2025) :
- Multicilia Cienkowsky, 1881
- Multiflagellaria Kh.Ya.Gobi, 1916

## Systématique
Le nom valide de ce taxon est Multiciliidae Poche, 1913.
Multiciliidae a pour synonyme : Multiciliaceae